# Піримідинові основи
Піримідинові основи - природні органічні сполуки, похідні гетероциклу піримідину.  Є безбарвними кристалічними речовинами з температурою плавлення вище 300 °C, розчинними у воді та нерозчинними в спиртах та інших полярних розчинниках . Піримідинові основи можна отримати шляхом кислотного гідролізу нуклеїнових кислот.

## Біохімічна роль
Три головні піримідинові основи — цитозин, урацил і тимін існують у різних таутомерних формах — лактимній і лактамній, причому остання є більш стійкою і саме в ній вони входять до складу біологічно активних речовин.
Піримідинові основи можуть бути екзогенного (надходять у складі біологічних молекул їжі), а також ендогенного походження (їх синтез здійснюється у клітинах організму людини). Цитозин та урацил входять до складу РНК, а тимін та цитозин — ДНК. Крім трьох головних піримідинові основи, відомі також рідкісні або мінорні піримідини, напр. 5-метилцитозин, 5-гідроксиметилцитозин, 5-гідроксиметилурацил та деякі інші, що зустрічаються у складі нуклеїнових кислот (частіше — у транспортних РНК) у невеликій кількості.

## Використання
Деякі синтетичні похідні піримідину використовуються як лікарські засоби. За природою вони подібні до природних піримідинових основ (У, Т, Ц), проте не повністю їм ідентичні (антиметаболіти). Наприклад, 5-фторурацил використовують як протипухлинний препарат.